# Run Baby Run
Run Baby Run és una pel·lícula de producció espanyola dirigida per Toni Andújar, produïda al 2023 i estrenada al 2024.
És un thriller d'acció basat en una idea original de Toni Andújar el qual va escriure el guió juntament amb Alexis Vietti, Erick Straver i Jeremy Thomas Scott. La pel·lícula és protagonitzada principalment per Catuxa Leira, seguidament de Cody Cowell, Muriel Halloint i Oscar Foronda.
La nord-americana TriCoast Worldwide s'encarrega de la seva distribució internacional.

## Sinopsi
Narra la persecució inexplicable que pateix Diana. Una dona sorda de naixement es dirigeix a una bonica pista de muntanya, lluny de la jungla d'asfalt on viu, per practicar running envoltada de natura. En creuar-se amb un misteriós corredor, inicien una  competició de running que acaba degenerant en una estrany i surrealista enfrontament per la supervivència.

## Repartiment
- Catuxa Leira: Diana
- Cody Cowell: Dark
- Muriel Halloint: Charlene
- Oscar Foronda: Richard

## Producció
La pel·lícula va ser produïda íntegrament per la productora catalana Esdemangofilms. El rodatge va transcorre gairebé íntegrament a localitzacions de la província de Terol, a l'Aragó, entre d'elles Alcalá de la Selva, Serra de Gúdar i Valdelinares. En menor mesura, també es va rodar a la ciutat de Sabadell, a Catalunya. La totalitat de la filmació es va dur a terme íntegrament a Espanya.
La banda sonora de la pel·lícula va ser creada per el músic català Josep Maria Llongueras, fundador de La Madam i més conegut com a Llongue.

## Festivals
- Salerno Film Festival,[12] selecció oficial.[13]
- London Directors Awards, selecció oficial Summer 2023.[14]
- Budapest Film Awards, selecció oficial.
- Venice Under the Stars International Film Festival, selecció oficial.
- DaVinci International Film Festival, selecció oficial.
- Prague International Film Awards, selecció oficial 2023/2024 Summer Edition.[15]
- Kosice International Film Festival, selecció oficial.[16]
- Yeti FilmFest, Nominació Best Action Drama.[17]
- NIAFFS 2023, Premi a la millor actriu d'acció (Catuxa Leira).[18]